# The Eddie Capra Mysteries
The Eddie Capra Mysteries è una serie televisiva statunitense in 13 episodi trasmessi per la prima volta nel corso di una sola stagione dal 1978 al 1979.
È una serie del genere giallo ambientata a Los Angeles.

## Trama
Los Angeles. Eddie Capra è un avvocato che sa trasformarsi in detective quando deve districarsi in alcuni dei misteriosi casi (in particolare casi di omicidio) che gli vengono assegnati e che, grazie al suo fiuto investigativo, riesce sempre a risolvere. A tal fine viene spesso aiutato dalla sua segretaria Lacey Brown.

## Personaggi e interpreti

### Personaggi principali
- Eddie Capra (13 episodi, 1978-1979), interpretato da Vincent Baggetta.
- Lacey Brown (10 episodi, 1978-1979), interpretata da Wendy Phillips.

### Personaggi secondari
- J.J. (3 episodi, 1978-1979), interpretato da Ken Swofford.
- Jennie (3 episodi, 1978-1979), interpretata da Seven Anne McDonald.
- Harvey Winchell (2 episodi, 1978-1979), interpretato da Michael Horton.
- Tenente Steinmetz (2 episodi, 1978), interpretato da Floyd Levine.

## Produzione
La serie fu prodotta da Stuart Cohen e James Duff McAdams per la Universal TV. Le musiche furono composte da John Addison e John Cacavas.

### Registi
Tra i registi sono accreditati:
- William Wiard in un episodio (1978)
- James Frawley in un episodio (1979)
- Edward M. Abroms
- Jim Benson
- Ivan Dixon
- Sigmund Neufeld Jr.
- Ron Satlof
- Nicholas Sgarro

### Sceneggiatori
Tra gli sceneggiatori sono accreditati:
- Peter S. Fischer in un episodio (1979)
- Robert C. Dennis
- Peter Allan Fields
- Ted Leighton
- Michael Rhodes

## Distribuzione
La serie fu trasmessa negli Stati Uniti dall'8 settembre 1978 al 12 gennaio 1979 sulla rete televisiva NBC.

## Episodi
| Stagione       | Episodi | Prima TV USA |
| -------------- | ------- | ------------ |
| Prima stagione | 13      | 1978-1979    |